# آلتا ویستا (آیووا)
آلتا ویستا (به انگلیسی: Alta Vista) شهری در ایالت آیووا کشور ایالات متحده آمریکا است که جمعیت آن در سرشماری سال ۲۰۱۰ میلادی، ۲۶۶ نفر بوده‌است.